# Стефан III (IV)
Стефан III (IV) (лат. Stephanus PP. III (IV); 720 — 24 января 772) — папа римский с 7 августа 768 года по 24 января 772 года.

## Ранние годы и избрание Папой
Стефан родился около 720 года на Сицилии и был сыном некоего Оливы. Во время понтификата папы Григория III, он прибыл в монастырь святого Хрисогона, где стал бенедиктинским монахом. При папе Захарии он был рукоположён в священники, после чего папа решил принять его на службу в Латеранский дворец. Стефан постепенно продвигался по служебной лестнице и был у постели умирающего папы Павла I, когда конкурирующие группировки начали интриги с целью продвижения своих кандидатов на вакантный престол. Стефан был единственным человеком, оставшимся верным папе Павлу I.
768 год был омрачен соперничеством антипап Константина (выдвинутого фракцией тосканских дворян) и Филиппа (кандидата лангобардов). Однако их смог отстранить от престола Христофор, главный нотариус папы, и его сын Сергий, казначей римской церкви, — сторонники Стефана. После бегства Константина Христофор приступил к организации канонического избрания, и 1 августа он собрал не только римское духовенство и армию, но и простой люд у церкви Св. Адриана. Здесь объединенная ассамблея избрала Стефана папой. Затем толпа проследовала к церкви Санта-Чечилия-ин-Трастевере, где признала Стефана избранным папой, и сопроводила его в Латеранский дворец.
После этого сторонники Стефана начали жестоко преследовать сторонников Константина, в том числе самого Константина, которого прогнали по улицам Рима с тяжелыми кандалами на ногах. Епископ Феодор, видам Константина, и брат Константина, Пассивий, были ослеплены. После официального низложения Константина 6 августа Стефан был рукоположён Папой (7 августа 768). Месть сторонникам Константина продолжилась даже после рукоположения Стефана.
Город Алатри восстал в поддержку Константина, и после его захвата лидеры восстания были ослеплены, а их языки вырезаны. После этого по приказу папского хартулария Гратиоса Константин был выдворен из его монашеской кельи, ослеплен и брошен на улицах Рима с указанием, что никто не должен ему помогать. Наконец, по обвинению в заговоре с целью убийства Христофора и сдачи города лангобардам священник Вальдиперт — главный сторонник антипапы Филиппа — был арестован, ослеплен и вскоре умер от ран.
Роль Стефана III в этих событиях неясна. По словам историка Хораса Манна, Стефан был пассивным наблюдателем, и ответственность лежит на хартуларии Гратиосе. Однако, по словам Луи-Мари Корменена, Стефан был ключевым лицом, ответственным за преследования, и он с удовольствием организовал уничтожение своих соперников и их сторонников. Промежуточную позицию занял историк Фердинанд Грегоровиус, который заметил, что Стефан, возможно, не был организатором преследований, но и не стремился их предотвратить из-за своей корысти или слабости своих позиций. Очевидно, что преследования антипап в этот период уже вышли на более высокий уровень - уровень соперничества знатных семей за господство над новыми территориями Папской области. Эти семьи стремились подавить конкурентов и перетянуть папу на свою сторону.

## Латеранский собор 769 года и конфликт в Равенне
Подавив сторонников Константина, Стефан написал королю франков, Пипину, уведомив его о своем избрании и прося франкских епископов участвовать в совете, на котором папа рассчитывал обсудить недавнюю смуту. Пипин уже умер, и его наследники Карл и Карломан согласились послать двенадцать епископов для участия в Латеранском соборе 769 года. Собор окончательно осудил антипапу Константина, который был избит, а его язык урезан, после чего он был возвращен в келью. Все церковные назначения, сделанные Константином, были признаны недействительными. Собор также приступил к созданию строгих правил папских выборов, ограничивая участие дворянства в последующих выборах. Впредь папой не мог стать простой человек, не прошедший церковной иерархии от низших чинов до сана диакона или пресвитера-кардинала. Участие народа в избрании папы было упразднено. Наконец, практика иконоборчества была осуждена.
В 770 году Стефану было предложено подтвердить избрание Михаила, непрофессионала, архиепископом Равенны. Михаил, в союзе с лангобардским королём Дезидерием и герцогом Римини, заключил в тюрьму Льва, избранного архиепископом первым. Стефан отказался подтвердить избрание Михаила. Ссылаясь на решения Латеранского собора, он направил письма и посланников к Михаилу, требуя, чтобы он ушел в отставку. Михаил отказался, и противостояние продолжалось в течение года, до прихода франкского посла в Равенну вместе с папскими легатами, которые убедили оппонентов Михаила свергнуть его и отправить в Рим в цепях. Вскоре после этого Стефан рукоположил архиепископом Равенны Льва.

## Временный союз франков и лангобардов

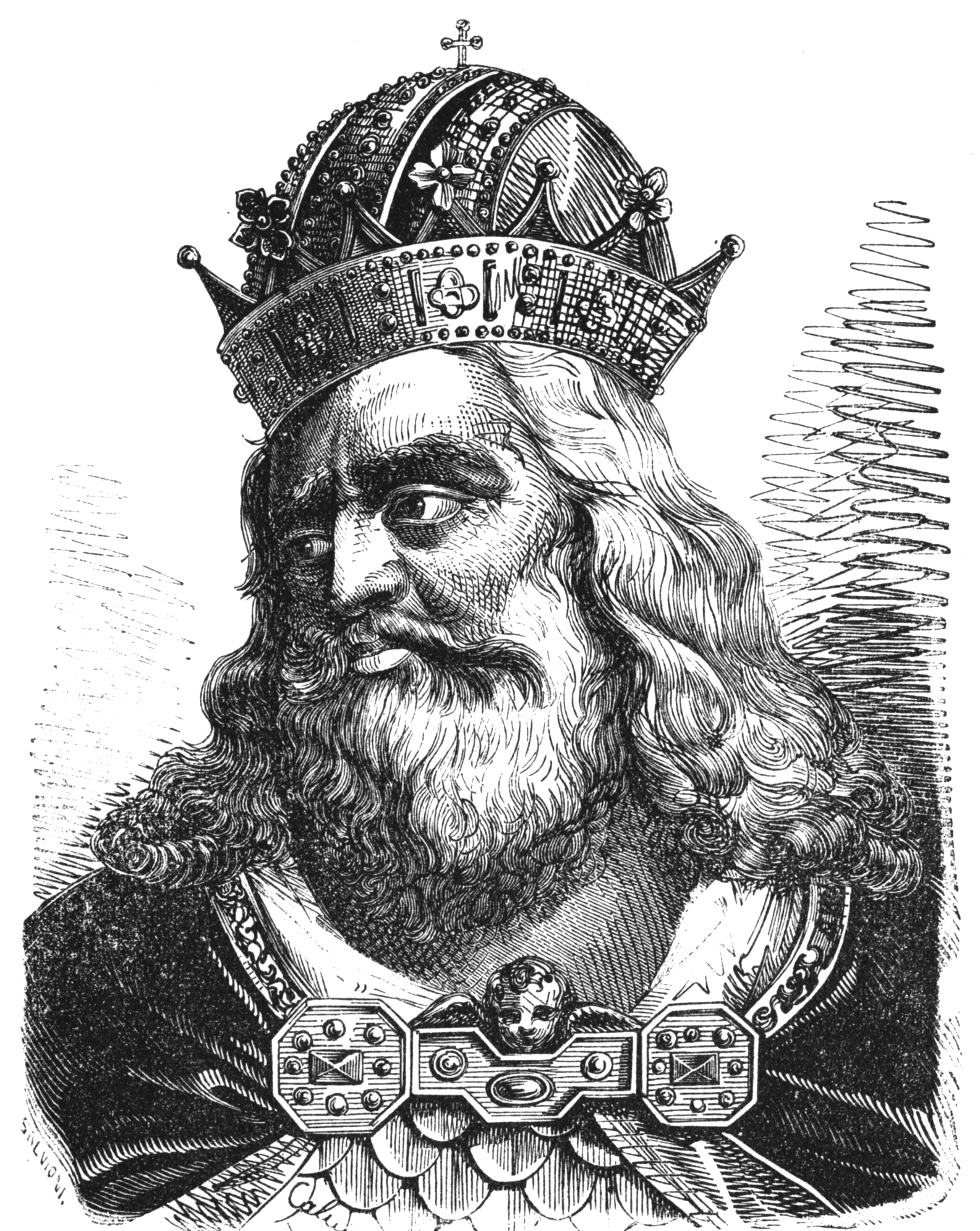
Карл Великий, чью поддержку Стефан III пытался получить.

На протяжении своего понтификата Стефан опасался экспансионистских планов лангобардов. Рассчитывая получить поддержку франков, он попытался стать посредником в спорах между Карлом Великим и Карломаном. В 769 году папа помог им примириться и оказывал на них давление, чтобы обеспечить границы Папской области, напоминая им о той поддержке, которую их отец оказывал папству в прошлом. Он также попросил их вмешаться от его имени в дискуссию с лангобардами.
Посольство франков было отправлено к королю лангобардов Дезидерию в 770 году, в него вошла мать Карла Великого, Бертрада Лаонская. Их вмешательство имело результат, благоприятный для папства - часть герцогства Беневенто была возвращена папе. Однако, к ужасу Стефана, Дезидерий и Бертрада вступили в переговоры о возможном браке между дочерью короля лангобардов, Дезидераты, и одним из сыновей Бертрады. Возможно, дискуссии шли и вокруг брака сестры Карла Великого, Гизелы, и сына Дезидерия, Адельгиса.
Стефан написал Карлу и Карломану, протестуя по поводу предлагаемого альянса. Он напомнил обоим монархам, которые уже были женаты, об обещании франков предыдущим папам, что они будут рассматривать врагов папы как своих врагов, и что они обещали Святому Петру противостоять лангобардам и восстановить права церкви. Он писал:
”Вы, кто уже по воле Бога и вашего отца законно женат на благородных женах собственной нации, которых вы обязаны беречь... И, конечно, не должно изгонять жену и жениться на других, или объединяться в браке с иностранцами, чего не делал ни один из ваших предков... Греховна даже мысль о том, чтобы вновь жениться, когда вы уже женаты. Вы не должны действовать так...”
Его просьбы не были услышаны, и Карл женился на Дезидерате в 770 году, временно закрепив семейную связь франков с лангобардами.

## Падение Христофора и Сергия
На протяжении 769 и 770 годов Стефан продолжал опираться на поддержку и советы Христофора и Сергия, которых поместил при папском престоле. Их антипатия к лангобардам и общая профранкская позиция вынудили Дезидерия искать их смерти . Он подкупил камергера Павла Афиарту и других членов папского двора, чтобы они интриговали против Христофора и Сергия. Когда Дезидерий пытался войти в Рим с армией в 771 году, утверждая, что идет на богомолье в храм Святого Петра, Христофор и Сергий приказали закрыть ворота города. Прибыв к воротам и увидев вооруженных солдат на стенах, король лангобардов просил папу выйти к нему для беседы. Папа ответил согласием. Во время отсутствия Стефана Афиарта и его сторонники подстрекали толпу на свержение Христофора и Сергия. Но Христофор и его сын взяли верх, и вынудили Афиарту бежать в Латеранский дворец.
Стефан вернулся в Латеранский дворец и столкнулся в базилике святого Феодора с Афиартой и его сообщниками. По-видимому, в этот момент подозрительный Христофор, опасаясь, что Стефан вступил в какую-то договоренность с Дезидерием, вынудил папу поклясться, что он не выдаст Христофора или его сына лангобардам. После этого Стефан в ярости отругал Христофора и потребовал прекратить преследование Афиарты, приказав Христофору и его последователям уйти.
Стефан испугался, что Христофор организует заговор против него, и в итоге пошел даже на то, чтобы просить помощи лангобардов. Он заключил с ними союз, прервав череду пап, ориентировавшихся на Франкское королевство.
На следующий день Стефан отправился в базилику Святого Петра, чтобы искать защиту Дезидерия. Лангобардский король, заперев Стефана в его апартаментах, дал понять папе, что цена за его помощь - выдача Христофора и Сергия. Папа послал двух епископов на переговоры с Христофором, говоря им, что они должны либо уйти в монастырь или прийти в собор Святого Петра. В то же время Дезидерий написал обращение к жителям города, заявив, что:
”Папа Стефан велит вам не начинать войны с братьями вашими, но изгнать Христофора из города и спасти его, себя и своих детей”
.
Это сообщение от короля лангобардов дало желаемый результат. Христофор и Сергий начал подозревать своих сторонников в предательстве, а те, в свою очередь, быстро отмежевались от них. Оба неохотно покинули город, где попали в руки лангобардов. Переговоры по их освобождению были неудачными. В итоге Христофор и Сергий были ослеплены, Христофор умер через три дня, а Сергия держали взаперти в Латеранском дворце.
В попытке упредить возможное вмешательство Карла, Дезидерий вынудил Стефана написать письмо франкскому королю, в котором он заявил, что Христофор и Сергий был вовлечены в заговор с посланником брата Карла, Карломана, чтобы убить папу. Кроме того, письмо гласило, что Стефан бежал к Дезидерию для защиты, что если бы не было "этого самого превосходного сына Дезидерия", он был бы в смертельной опасности, и что Дезидерий достиг соглашения с ним, чтобы вернуть церкви все земли, которые были захвачены лангобардами.
То, что письмо было фикцией, продемонстрировали последующие события. Когда Стефан напомнил Дезидерию о его обещаниях, которые он дал над телом святого Петра, король лангобардов ответил:
”Будьте довольны, что я удалил Христофора и Сергия, которые интриговали против вас... Кроме того, если бы я не помог вам, вас постигли бы большие неприятности. Карломан, король франков, является другом Христофора и Сергия и будет иметь желание приехать в Рим и захватить вас”
.

## Последующие неудачи и смерть
Дезидерий продолжал реализовывать свои интересы в Италии. В 771 году он сумел убедить епископов Истрии отвергнуть авторитет патриарха Градо и перейти в юрисдикцию патриарха Аквилеи, который был под контролем лангобардов. Стефан писал мятежным епископам, угрожая им отлучением, но тщетно: епископы понимали, что истинным хозяином Рима в этот момент был Дезидерий.
После падения Христофора Павел Афиарта продолжал служить при папском дворе. В начале 772 года, когда Стефан заболел и стало ясно, что он умирает, Афиарта воспользовался этим, чтобы изгнать ряд влиятельных священнослужителей и знати из Рима, в то время как других посадил в тюрьму. 24 января, за восемь дней до смерти Стефана, Афиарта вытащил слепого Сергия из его кельи в Латеранском дворце и приказал задушить.
Стефан умер 1 февраля 772 года.
В средние века Стефан III почитался как святой на его родном острове Сицилия. Различные календари и мартирологи, например, древний календарь святых Сицилии, помещает Стефана среди святых и назначает его праздник на 1 февраля. Однако попытка граждан Сиракуз убедить Ватикан официально одобрить святость папы не увенчалась успехом из-за его неоднозначной репутации.